# M621
M621 är en motorväg i Storbritannien. Detta är en kortare motorväg på 12,4 kilometer som leder trafiken från motorvägarna M1 och M62 in mot centrala Leeds.